# Grande Bek
 (février 2017).
 (février 2017).
Si vous disposez d'ouvrages ou d'articles de référence ou si vous connaissez des sites web de qualité traitant du thème abordé ici, merci de compléter l'article en donnant les références utiles à sa vérifiabilité et en les liant à la section « Notes et références ».
La Grande Bek est un ruisseau de Belgique, affluent de la Mule et faisant donc partie du bassin versant de la Meuse. Il coule en province de Liège.

## Parcours
Elle prend sa source au nord-ouest d'Abolens dans la commune de Hannut, traverse les villages de Crenwick, Vorsen, Rosoux et Corswarem avant de se jeter dans la Mule près de Bettincourt dans la commune de Waremme. 
La Grande Bek coule en Hesbaye liégeoise. Pendant environ deux kilomètres, le ruisseau délimite la province de Liège et la province de Limbourg et donc la région wallonne et la région flamande. En aval, une partie de son cours a été déviée à la suite des constructions de l'autoroute E40 et de la ligne à grande vitesse (LGV) Bruxelles - Liège.